# Batalha de Besançon
A Batalha de Besançon foi um conflito sectário entre protestantes e católicos na cidade francesa de Besançon, na região de Franco-Condado, no dia 21 de junho de 1575. 
Antes da batalha, os huguenotes, acusados de heresia, haviam sido expulsos da cidade e fugiram para o Condado de Montbéliard e para a Suíça. Como párias, formaram um exército e planejaram uma tentativa de retomar Besançon e transformar a cidade em um reduto da Reforma Protestante. Quando os protestantes armados chegaram à cidade de Besançon, no entanto, seu exército havia diminuído devido a vários contratempos. No entanto, a batalha começou e durou várias horas, tendo por resultado uma vitória esmagadora dos católicos. A maioria do exército protestante conseguiu escapar, mas os que foram capturados foram enforcados como traidores. 
Uma das consequências deste evento foi a aquisição definitiva da região pela Igreja Católica, após várias décadas de expansão protestante, fazendo com que, por mais de dois séculos após a batalha, o protestantismo fosse reprimido em Besançon.

## Antecedentes

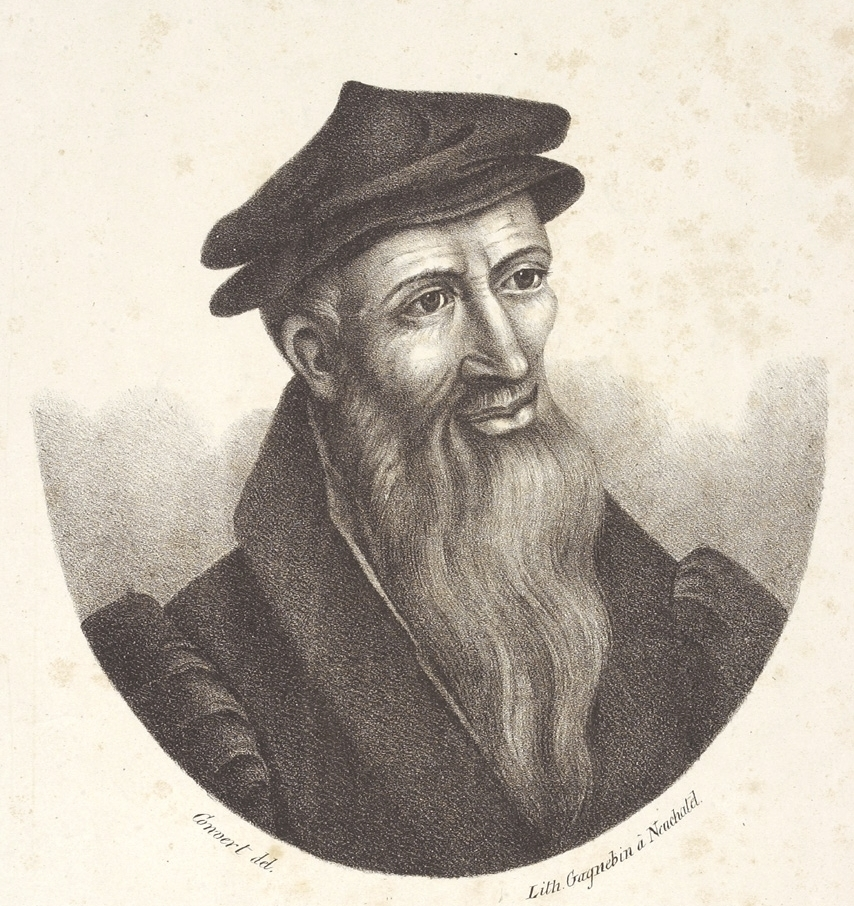
Retrato de Guilherme Farel.

Em Besançon, os católicos executaram protestantes por motivos religiosos desde 1528.  O arcebispo Antoine lutou para conter a disseminação de ideias sobre os protestantes, apesar do castigo, acusação e proibição dos mesmos na cidade. As pregações de Guilherme Farel, Teodoro de Beza e João Calvino resultaram na conversão de pessoas ao protestantismo; propagandas, reuniões religiosas e ataques iconoclásticos às imagens católicas também mantiveram a comunidade protestante em Besançon. Em 1 de março de 1562, o assassinato de huguenotes em Wassy, na França, iniciou as guerras religiosas no país. Até então, a comuna francesa havia se tornado parte de uma república independente protegida pelo Sacro Império Romano-Germânico, que era praticamente intocável no início do conflito. Apesar da opressão em Besançon, muitos reformadores protestantes franceses continuaram a se reunir na cidade.
Em 1571, os bisontins pediram que o católico Filipe II de Espanha ajudasse a combater todas as heresias que ocorriam na cidade. Em resposta a isso, o novo arcebispo Claude de La Baume exigiu que alguém suspeito de heresia fosse expulso de Besançon. As autoridades locais mantiveram a contagem dos protestantes na cidade, expulsando posteriormente cinquenta deles. Os párias se refugiaram na Suíça e em Montbéliard. Em meio ao aumento da violência na região após o massacre do dia de São Bartolomeu, em 1572, as personae non gratae protestantes se reuniram em Montbéliard e Neuchâtel, antes de marcharem para Besançon, em 1575.

## Preparativos
Os protestantes na região de Franco-Condado haviam sido expulsos da região e se reuniram em Montbéliard e na Suíça para organizarem a captura de Besançon. Desejando assistência, eles alistaram alguns moradores dessas regiões para lutarem com eles. Originalmente, os soldados eram incrivelmente bem organizados, com 300 soldados vindos da Suíça e 150 vindos de Montbéliard. Nada menos que 6 000 homens seriam fornecidos pelo Sacro Império Romano-Germânico se a cidade caísse. O povo de Besançon estava em guarda, e o ataque foi cuidadosamente planejado para ser inesperado. Segundo seus planos, os soldados de Montbéliard entrariam na cidade através de Battant e os de Neuchâtel entrariam em Besançon através de Notre-Dame.
Na noite de 20 de junho, estes dois grupos protestantes armados estavam viajando para Besançon. No entanto, algumas das tropas do grupo de Neuchâtel decidiram abandonar a batalha, pois seu pedido de pagamento extra havia sido negado. Os outros soldados continuaram rio acima. Os soldados restantes desse grupo entraram em uma briga com os habitantes de Morteau; depois de uma batalha feroz, eles foram forçados a recuar. Depois de esperar o grupo de Neuchâtel, que não foi encontrado, o capitão Paul de Beaujeu decidiu continuar com o plano. À meia-noite, os soldados chegaram à Palente e se esconderam nas florestas de Chalezeule enquanto estabeleciam um plano de ataque. Com a ajuda de uma dúzia de pequenas embarcações de ponta a ponta, os soldados atravessaram o rio Doubs. Para continuar o ataque, os soldados precisariam da ajuda das pessoas da cidade.

## Batalha

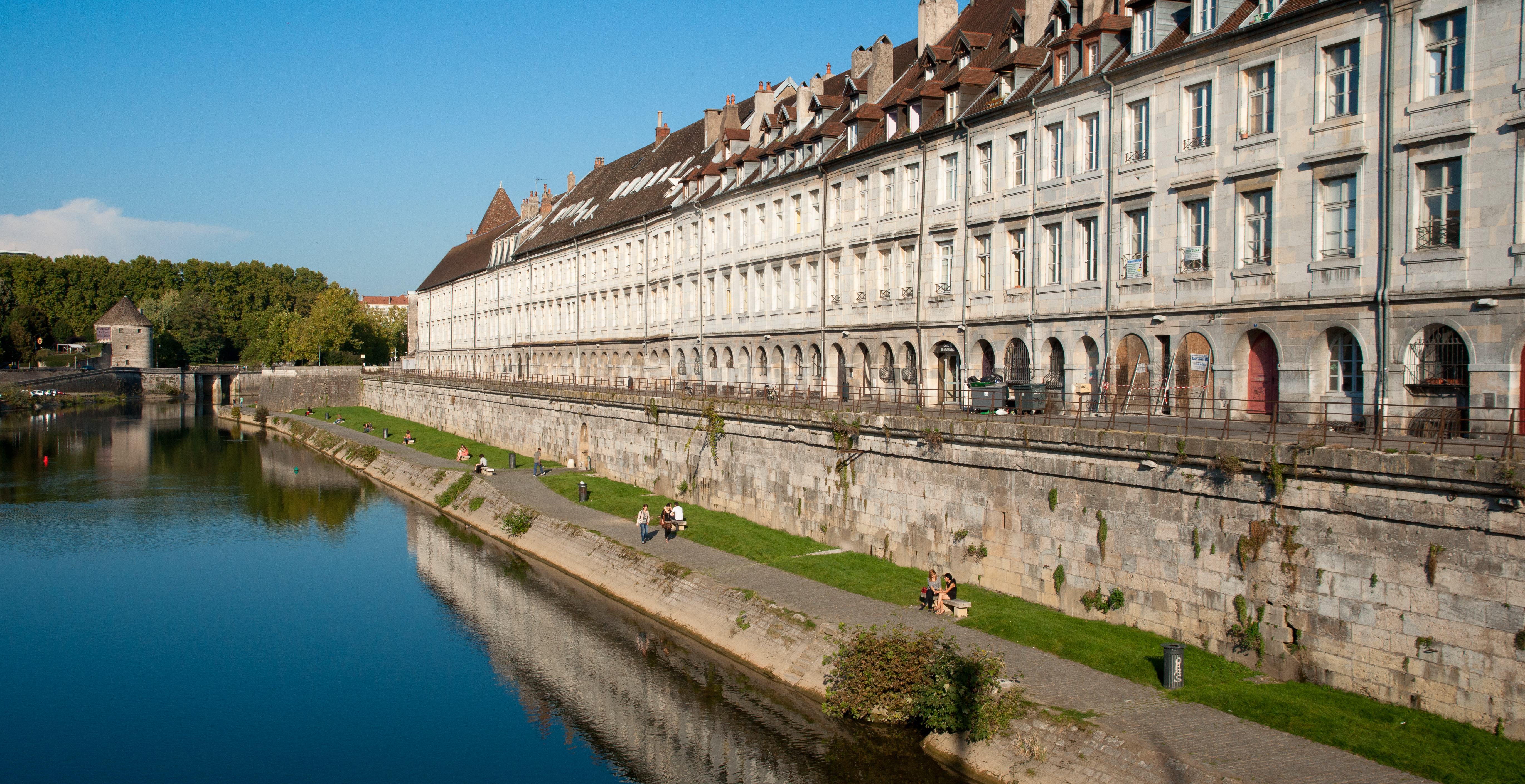
Quai Vauban em Besançon

Equipados com escadas, cordas, armas e munições, os soldados conseguiram obter as chaves de Battant através de um homem chamado Le Goux, depois de ameaçar o notário de direito civil Jean Papay. Depois de atravessar a ponte Battant, os soldados entraram na cidade e se prepararam para atacar com a ajuda de dois citadinos; um chamado Recy e um estofador chamado Augustin. Os soldados apreenderam armamentos localizados perto de Battant, com a intenção de demitir a arquidiocese e igrejas, e matar padres católicos e líderes da igreja. Os invasores então se separaram em grupos: alguns se reuniram ao redor de Battant, enquanto cerca de 70 homens, a cavalo e a pé, chegaram à rua principal. Aqueles que se aproximavam de Battant passaram pela Rue des Granges, uma das ruas principais de Besançon. Ambos os grupos foram assistidos por muitas pessoas da cidade. Os invasores protestantes destruíram várias casas (como a de Madame de Thoraise, de Chavirey), e um ataque à prefeitura feriu um católico.
François de Vergy, membro da Casa de Vergy, fora informado desse ataque pelas pessoas da cidade, e chegou a Besançon ao amanhecer. Ele perguntou aos soldados se eles eram amigáveis, ao que os insurgentes responderam com violência. Após várias trocas de tiros, a batalha mudou-se para a rua principal, onde os protestantes estavam armados com duas peças de artilharia perto de Battant. Duas horas após a batalha mudar para a rua principal, De Vergy liderou um grupo de monges e padres para a batalha, equipado com três canhões. Os dois primeiros canhões não dispararam, o que causou dúvida nas fileiras católicas, apesar de estarem em mais de 300 homens, número muito superior ao das forças protestantes. No entanto, o terceiro canhão disparou, causando pânico entre os protestantes. Os protestantes continuaram sua luta de qualquer maneira, usando canhões, armas de fogo e facas na tentativa de deter as forças católicas e Claude de La Baume, seu líder. O líder protestante ficou gravemente ferido e seu cavalo foi atingido, causando desordem nas fileiras das tropas huguenotes, resultando em uma tentativa de retirada da cidade.
Depois que os protestantes foram pegos no fogo cruzado pelas pessoas da cidade envolvidas na batalha, muitos decidiram fugir por Battant. Eles derrubaram os rastrilhos, mas não conseguiram encontrar barcos para atravessar o rio Doubs, então alguns soldados escolheram nadar; muitos deles se afogaram, incluindo o ourives Guillaume Laboral, de Montbéliard. Aqueles que não conseguiram escapar foram executados na forca. As execuções ocorreram no mesmo dia ou no final da semana. No total, vinte protestantes foram mortos em combate e dois se afogaram no rio Doubs. O pai de Faverney, Antoine d'Achey, e o exército em Vesoul, foram enviados para resgatar a cidade, sem saber que a batalha já havia terminado. No entanto, Luis de Requesens e Zúñiga agradeceram a Achey por suas tentativas.

## Desfecho

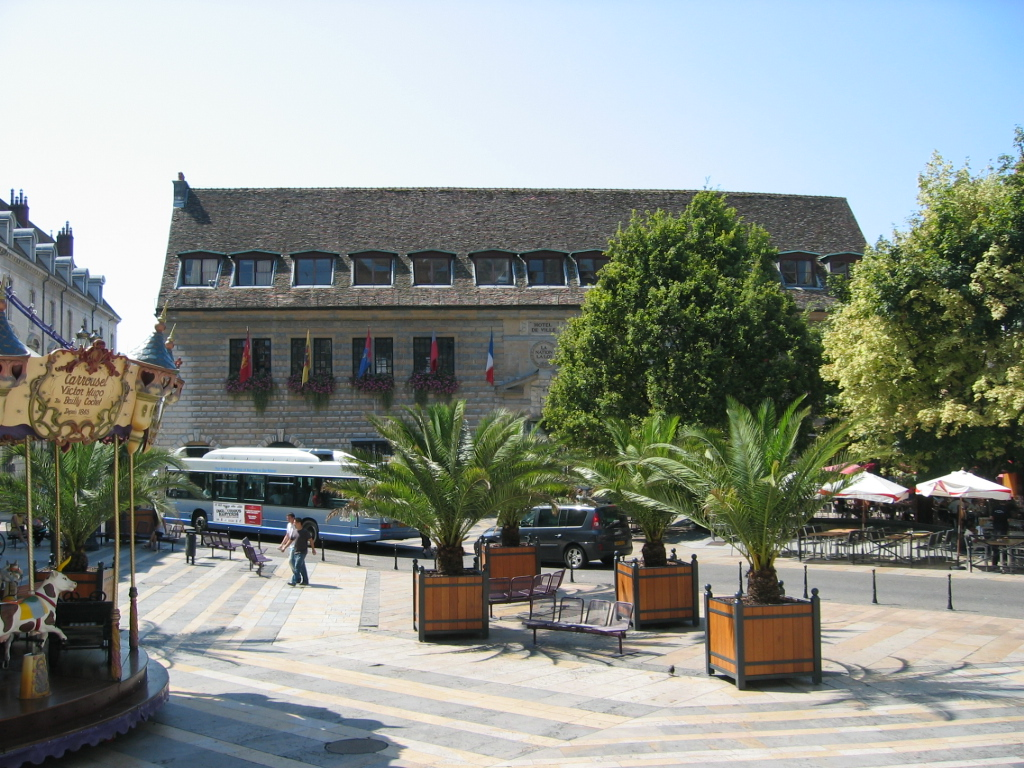
A prefeitura e a Place du Huit Septembre, onde ocorreram as execuções públicas dos atacantes e dos traidores

Na manhã seguinte à batalha, quarenta jovens nobres de Besançon, suspeitos de simpatizarem com os insurgentes protestantes, foram executados após longas sessões de tortura. Outros cidadãos suspeitos de heresia receberiam o mesmo castigo – alguns foram presos; outros foram banidos da cidade ou tiveram seu dinheiro e seus pertences levados. Muitos cidadãos foram enforcados publicamente em frente à prefeitura. Alguns protestantes foram enforcados, decapitados e esquartejados, enquanto outros foram arrastados para uma pilha de corpos exibida publicamente. Alguns cadáveres protestantes foram cortados e as peças expostas nos portões da cidade. Foram realizadas missas na Catedral de São João e na Catedral de Besançon de Santo Estêvão para celebrar a derrota dos huguenotes.
Para lembrar a vitória católica, Claude de La Baume realizou um festival local que ocorreu em 21 de junho, resultando em sua promoção a cardeal pelo Papa Gregório XIII, e uma pensão de 1 000 ducados de Filipe II de Espanha. Os cidadãos de Morteau, que pararam as tropas de Neuchâtel, foram feitos cidadãos de Besançon e receberam uma compensação financeira significativa. François de Lette, barão de Aubonne, foi forçado ao exílio, e Paul de Beaujeu deixou a região e viajou para a Suíça. Após a batalha, o protestantismo em Besançon foi reprimido até a assinatura da Declaração dos Direitos do Homem e do Cidadão, o que permitiu que os protestantes vivessem na cidade sem restrições.